# Leuchtstern
'Leuchtstern' (ce qui peut se traduire par « étoile lumineuse ») est un cultivar de rosier grimpant obtenu par le rosiériste allemand Hermann Kiese en 1899 et introduit au commerce par Johann Christoph Schmidt. Il est issu de 'Daniel Lacombe' (Allard 1885) x 'Crimson Rambler' (Turner 1893),.

## Description
'Leuchstern' est un hybride de rosier multiflora qui se présente sous la forme d'un grimpant au feuillage vert foncé pouvant atteindre 305 cm de hauteur par 245 cm de largeur avec des fleurs simples (4-8 pétales) moyennes fleurissant en de multiples bouquets de grande taille. La floraison non remontante a lieu à la fin du printemps et au début de l'été de manière spectaculaire. Les fleurs rose pâle au cœur blanc sont légèrement parfumées. Il donne de multiples petits fruits orange en automne.
Ce rosier est fort résistant au froid, puisque sa zone de rusticité est de 4b à 9b; il est donc particulièrement adapté pour les pays d'Europe du Nord et les zones montagneuses. Il a besoin d'être traité contre le mildiou. Dans The National Rose Society's Handbook on Pruning Roses, il est conseillé de tailler 'Leuchtstern' début mars et de le laisser grimper en forme pyramidale.
On peut notamment l'admirer à la roseraie de Baden en Basse-Autriche.